# Поплітник білогорлий
Поплі́тник білогорлий (Pheugopedius fasciatoventris) — вид горобцеподібних птахів родини воловоочкових (Troglodytidae). Мешкає в Центральній і Південній Америці.

## Опис

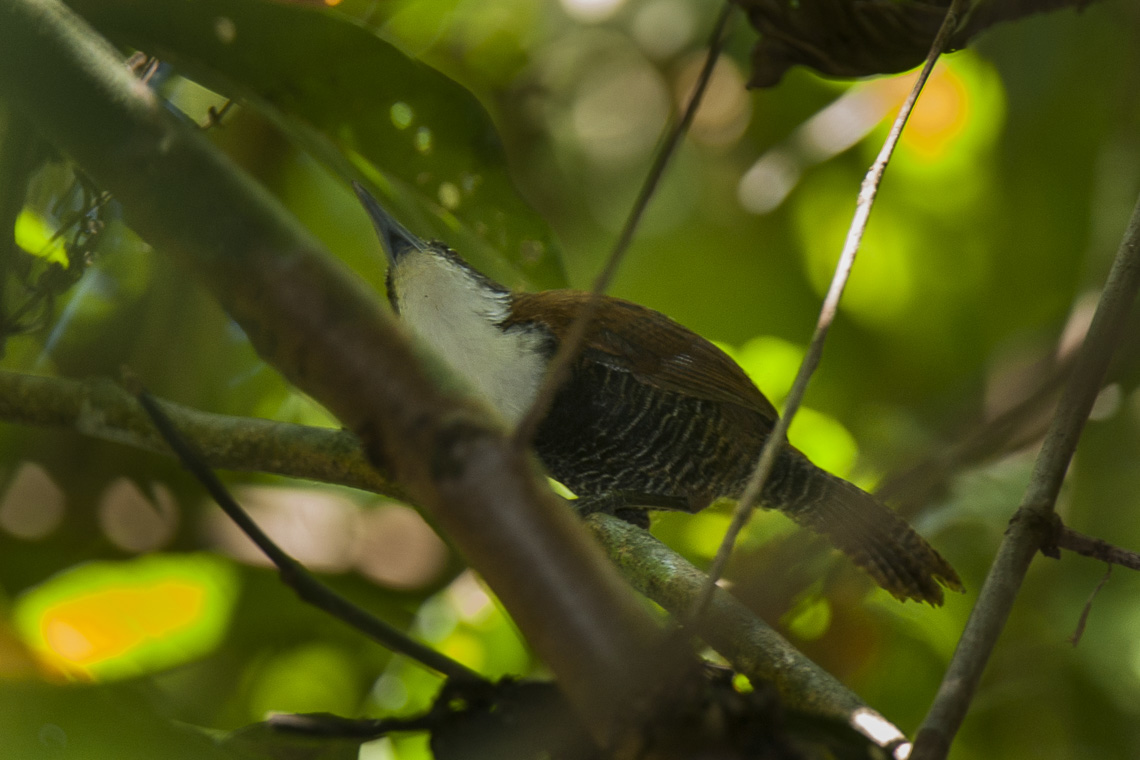
Білогорлий поплітник

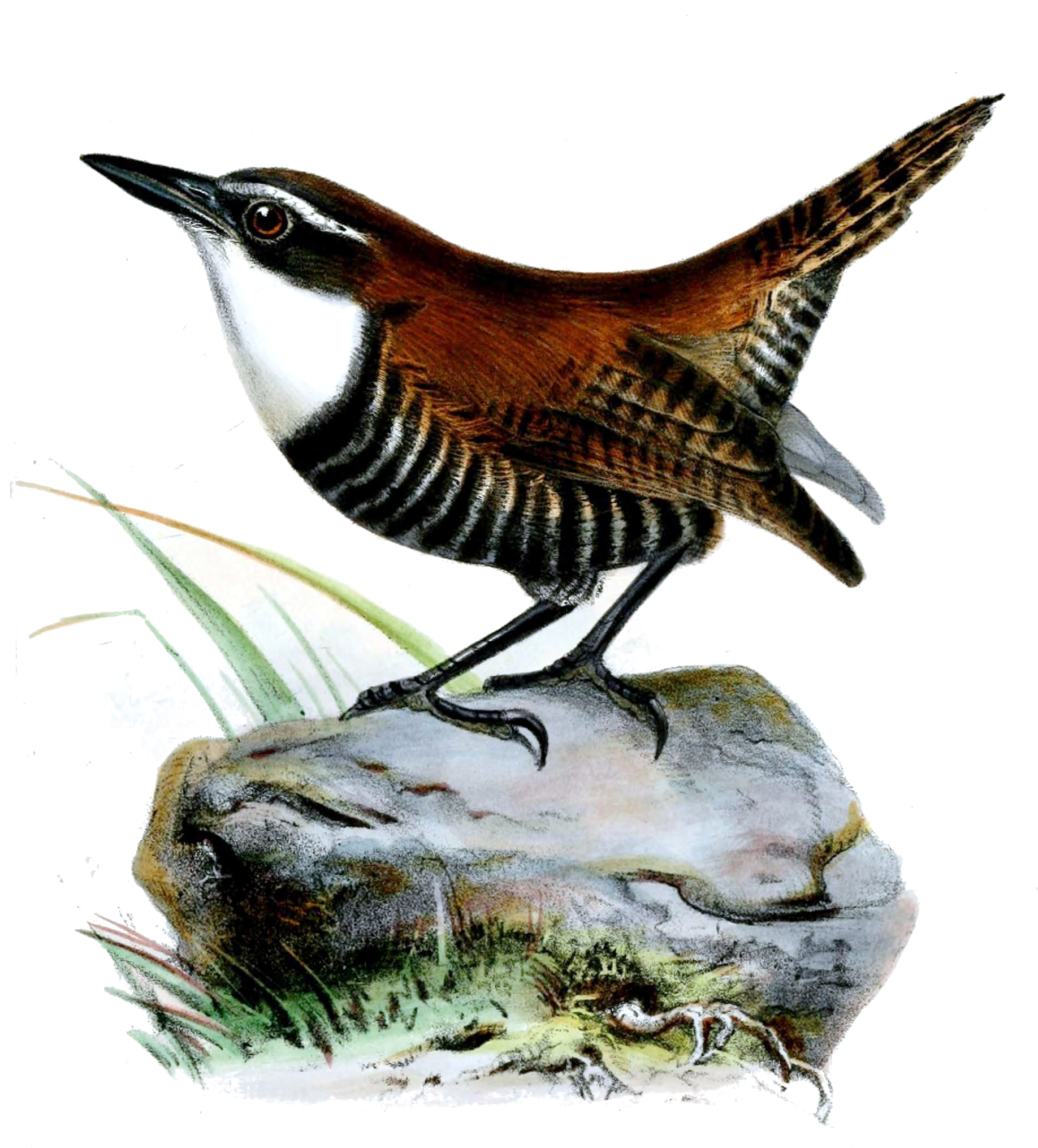
Білогорлий поплітник

Довжина птаха становить 15 см, самці важать 23,5-34,5 г, самиці 19,5-28,5 г. Верхня частина голови яскраво-коричнева, на обличчі чорнувата "маска", над очима білі "брови". Спина і надхвістя каштанові, крила і хвіст коричневі, поцятковані темними смужками. Підборіддя, горло і груди білі, нижня частина грудей і живіт контрастно чорні, живіт поцяткований білими смужками, боки і нижня частина живота охристі. Гузка поцятковані чорними і сірими смугами, стегна темно-коричневі, поцятковані темними смужками. Очі червонувато-карі або світло-карі, дзьоб чорнуватий або сіруватий, знизу сизий. Лапи чорнуваті. У молодих птахів верхня частина тіла тьмяно-каштанова, надхвістя світліше, горло тьмяно-сірувато-біле, груди з боків тьмяно-сірувато-коричневі, живіт коричневий, поцяткований темними смугами. Різкий контраст між грудьми і животом відсутній.

## Підвиди
Виділяють три підвиди:
- P. f. melanogaster (Sharpe, 1882)[5] — південно-східна Коста-Рика і південно-західна Панама;
- P. f. albigularis (Sclater, PL, 1855)[6] — від центральної Панами до північно-західної Колумбії;
- P. f. fasciatoventris (Lafresnaye, 1845) — північна Колумбія, долина річок Каука і Магдалена.

## Поширення і екологія
Білогорлі поплітники мешкають в Коста-Риці, Панамі і Колумбії. Вони живуть у вологих рівнинних тропічних лісах і чагарникових заростях. Зустрічаються на висоті до 1000 м над рівнем моря. Живляться комахами та іншими безхребетними. Гніздо кулеподібне з бічним входом, робиться з листя, встелюється м'яким рослинним матеріалом, розміщуєтся в заростях ліан. В кладці 2 яйця, насиджує лише самиця.